# Eubulia
Eubulia es una palabra de origen griego que significa buena consejera. La eubulia busca los consejos necesarios para actuar bien.

## Características
Es una parte potencial de la virtud de la prudencia. Como parte potencial no forma parte de la prudencia, pero coopera a su mejor actuación, ya que para que la prudencia pueda elegir imperar entre los mejores medios para la actuación de virtudes, es evidente que un buen consejo coopera a una buena elección. 
Esta virtud aunque colabora con la prudencia, no se confunde con ella, porque la prudencia es una ciencia práctica que dirige e impera eficazmente la acción concreta de las virtudes morales y las lleva a su fin propio en la justa medida. En cambio, la eubulia es una virtud especulativa, que únicamente confiere a la inteligencia el buen consejo para hacer una buena acción.